# Wang Ye
En aquest nom xinès, el cognom és Wang.
Wang Ye va ser un polític de Cao Wei durant el període tardà dels Tres Regnes de la història xinesa. Va servir la Dinastia Jin després del final dels Tres Regnes. Wang Ye, juntament amb Wang Shen i Wang Jing, fou consultat per Cao Mao (que aleshores era l'actual emperador de Cao Wei) sobre l'assassinat de Sima Zhao. Això no obstant, per temor a les conseqüències òbvies de tal tremend acte, ell i Wang Shen van revelar el complot.